# Isabella von Beirut

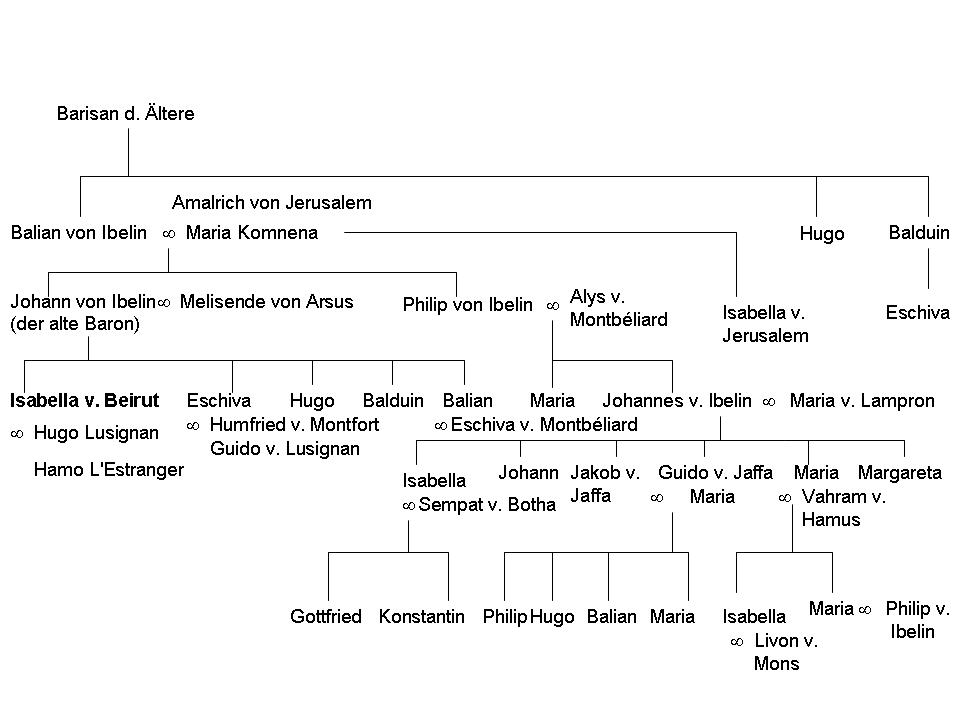
Stammbaum Isabella von Beirut

Isabella von Beirut (* 1252; † 1282) war Herrin von Beirut. Sie stammte aus der Adelsfamilie Ibelin.
Sie war die ältere Tochter von Johann (II.) von Ibelin († 1264), Herr von Beirut, und Alice von Athen († nach 1277). Sie war 1255 als Kind mit Hugo II. von Zypern verlobt oder verheiratet worden, sein früher Tod 1267 verhinderte jedoch den Vollzug der Ehe.
Nach dem Tode ihres Vaters 1264 erbte sie Beirut. Ihr Urgroßvater hatte mit Beirut am Anfang des Jahrhunderts ein Lehen über eine Stadt übernommen, die so zerstört war, „dass weder die Templer und Hospitaliter noch ein einziger der Barone von ganz Syrien sie hatten haben wollen.“ Inzwischen war sie aber zu einer der wichtigsten Städte der verbleibenden Kreuzfahrerstaaten geworden.
Isabella war als Jungfrau Witwe geworden, blieb es aber anscheinend nicht lange. Steven Runciman spricht von ihrem „sattsam bekannten unkeuschen Lebenswandel“, ein interessantes Indiz für die Freiheit, die eine hochgestellte Erbin in dieser Zeit besaß. Ihre Beziehung zu Julian von Sidon galt als offener Skandal, und eine päpstliche Bulle ermahnte sie schließlich zu erneuter Ehe. Nach dem Gesetz (Assises de Jerusalem, festgehalten von Isabellas Urgroßvetter, einem anderen Johann von Ibelin), stand die Heirat von Erbinnen im Alter zwischen 12 und 60 unter der Kontrolle ihres Lehnsherren (servise de mariage). Das sollte vor allem sicherstellen, dass ein Ehemann vorhanden war, der die militärischen Lehenspflichten erfüllte. Ein Verstoß gegen diese Regelung führte zum Verlust des Lehens für ein Jahr und einen Tag (Livre au Roi; Ralf von Tiberias), während eine Heirat ohne Erlaubnis den Verlust des Lehens für die Dauer der Ehe bedeuten konnte. Scheinbar konnte die Zustimmung des Lehnsherren zu einer Heirat auch mit größeren Geldzahlungen erreicht werden, die Familie der Ibelins war jedoch mächtig genug, dass Isabella keine Einmischungen des Königs von Zypern zu befürchten hatte, ähnlich wie Beatrix von Courtenay.
1272 heiratete sie, sicher ohne Zustimmung Hugos, den Engländer Hamo le Strange aus dem Gefolge des Prinzen Eduard von England, der jedoch schon 1274 verstarb. Auf dem Totenbett stellte er Isabella unter den Schutz des Mamluken-Sultans Baibars. König Hugo IV. ließ Isabella nach Zypern entführen, wo er sie zu einer erneuten Hochzeit zwingen wollte. Nach den Assisses konnte er sie vor das Hochgericht laden, das ihr die Wahl zwischen drei möglichen Ehemännern gab, die von gleichem Rang oder dem Rang ihres verstorbenen Gatten sein mussten (Livre des Philipp von Novara). Baibars verlangte jedoch vor dem Hochgericht der Insel ihre Freilassung und bekam Recht. Hugo musste Isabella nach Beirut zurückbringen lassen, und Baibars stellte ihr eine mamlukische Leibwache zur Verfügung. Sie heiratete noch zweimal, nämlich Nicolas l’Aleman, Titularherr von Caesarea († 1277) und Wilhelm Barlais († 1305/06).
Als Isabella 1282 starb, erbte ihre Schwester Eschiva von Ibelin, Gattin Humfrieds von Montfort, Beirut. Nach seinem Tod heiratete sie Guido von Lusignan. 1291 fiel Beirut an die Mamluken unter Sultan Chalil.